# Caraúbas (Rio Grande do Norte)
Caraúbas is een gemeente in de Braziliaanse deelstaat Rio Grande do Norte. De gemeente telt 20.471 inwoners (schatting 2009).
De gemeente grenst aan Olho-d'Água do Borges, Governador Dix-Sept Rosado, Apodi, Janduís en Felipe Guerra.